# Muzej hvarske baštine
Muzej hvarske baštine, muzejska ustanova iz gradića Hvara. Nalazi se u ul. Hanibala Lucića 8.

## Povijest
Osnovan je pod imenom Historijski arhiv, kao arhivistička ustanova s otoka Hvara, sa sjedištem u gradiću Hvaru. Osnivač je bila Općina Hvar. U njemu su se sakupljala i čuvala arhivska građa. Utemeljena je 1950. na inicijativu Nike Dubokovića.
Vremenom je Duboković širio djelokrug ustanove i na zaštitu spomenika, prikupljanje znanstvene literature i formiranje knjižnice, osnivanje muzejskih zbirki, te prikupljanje i stvaranje dokumentacije o kulturnim dobrima. Uskoro je Historijski arhiv krenuo izdavati časopis Priloge povijesti otoka Hvara čime se povijesti otoka Hvara dalo obrise popularne znanosti. Arhiv je izdavao i Periodične izvještaje o svim djelatnostima ustanove. Godine 1965. Historijski arhiv promijenio je ime zbog administrativnih razloga u Centar za zaštitu kulturne baštine otoka Hvara. U Registru muzeja, galerija i samostalnih muzejsko-galerijskih zbirki u SR Hrvatskoj bio je ustanova koja se bavi zaštitom kulturnih i prirodnih dobara i spomenika, ali i kao specijalni muzej s osam područnih zbirkâ. Osnovne djelatnosti Centra bile su arhivska, muzejska, bibliotečna i konzervatorska djelatnost. Radi skrbi za kulturna dobra po Hvaru, Centar je razvio povjereničku mrežu po otoku. Centar je vodio dokumentaciju, koju su činile dijateka, fototeka, kartoteka i planoteka, operativni arhiv, operativna biblioteka i publikacije. Imao je deset zbirki i sedamnaest fondova. Vodio je evidenciju vlastitih muzejskih fondova, te ostalih javnih, crkvenih i privatnih zbirki na otoku Hvaru, kao i evidenciju u svezi s kulturno-povijesnim dobrima otoka Hvara.
Godine Zakonom o muzejima 1998. i razdvajanjem hvarske Skupštine općina na četiri otočke samouprave, Centar za zaštitu kulturne baštine otoka Hvara promijenio je ime u Muzej hvarske baštine, pod nadležnošću Centra ostale su samo zbirke u Gradu Hvaru.
Radi nastavljanja neprekidnosti arhivske i konzervatorske djelatnosti, nekadašnji arhivist Centra vodi hvarsku podružnicu Državnog arhiva iz Splita. Konzervatorski odjel u Splitu na se je preuzeo konzervatorsku skrb u svezi s kulturnom dobrima na Hvaru. Godine 2000. Muzej hvarske baštine upisan je 2000. godine u Registru muzeja, galerija i zbirki RH kao "opći, zavičajni muzej s lokalnim djelokrugom".  hvarskom muzeju danas je šesnaest muzejskih zbirki.

## Vanjske poveznice
- Muzej hvarske baštine
- Facebook
- YouTube